# Argia pipila
Argia pipila là một loài chuồn chuồn kim trong họ Coenagrionidae.
Argia pipila được Calvert miêu tả khoa học năm 1907.